# Istituto Geografico Militare

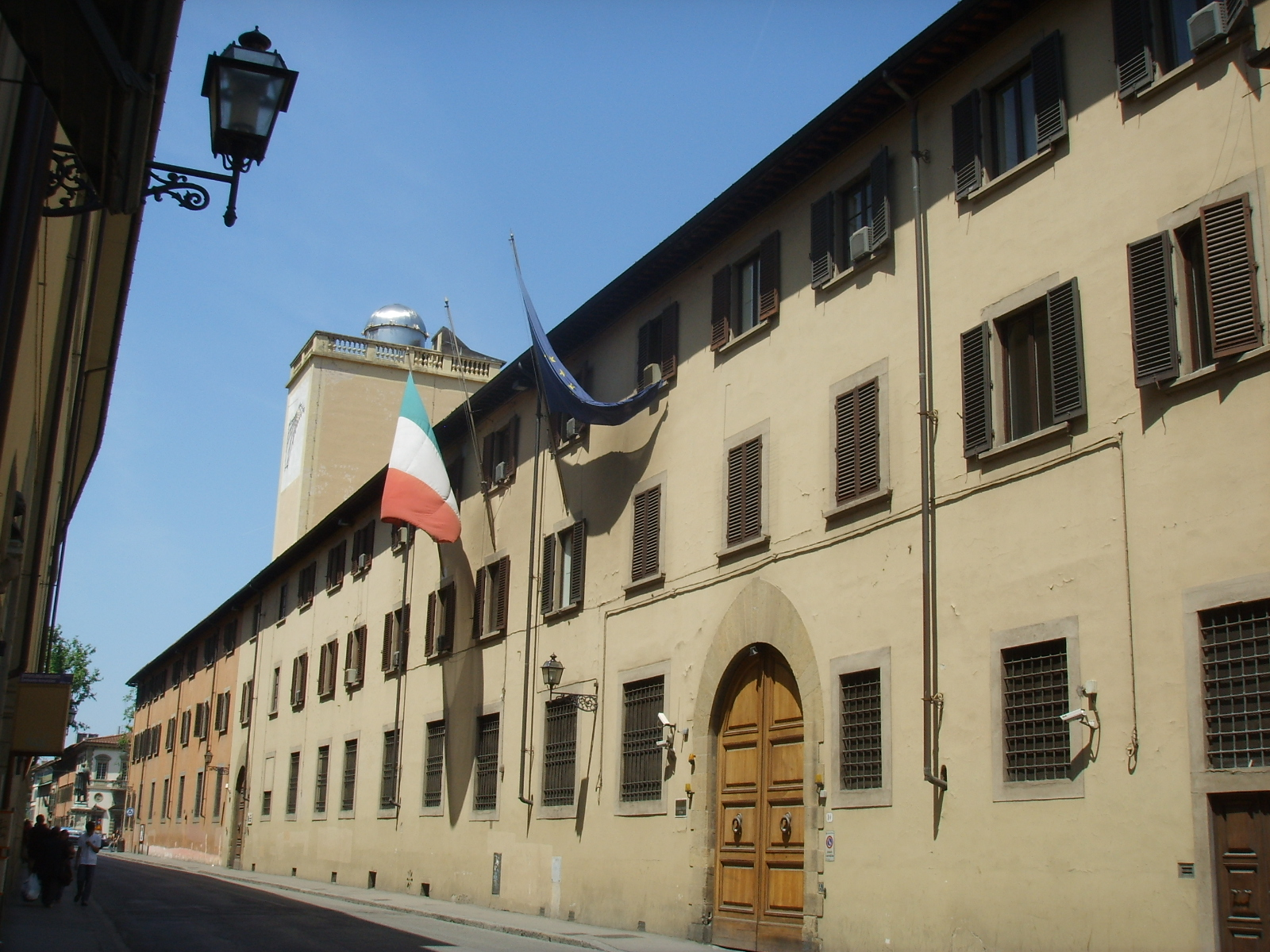
Edifício do Istituto Geografico Militare, em Firenze.

O Istituto Geografico Militare (IGM) é o órgão cartográfico do governo italiano. Surgiu em 1861 a Turin da fusão do Ufficio del Corpo di Stato Maggiore del Regno Sardo, Ufficio Topografico Toscano e Reale Officio Topografico Napoletano. Em 1865 deslocò em Firenze; de 1872 se nominò Istituto Topografico Geografico Militare e posteriormente a 1882 Istituto Geografico Militare.